# Szemu’el Merlin
Szemu’el Merlin (hebr.: שמואל מרלין, ang.: Shmuel Merlin, ur. 1910 w Kiszyniowie, zm. 4 października 1994) – izraelski polityk, w latach 1949–1951 poseł do Knesetu z listy Herutu.
W wyborach parlamentarnych w 1949 po raz pierwszy i jedyny dostał się do izraelskiego parlamentu.